# Dharius
Dharius (справжнє ім'я Алан Алехандро Мальдонадо Тамез) — мексиканський репер, Це було частиною групи Cartel de Santa, він розділив з 2014 року і почав робити реп, як сольний виконавець з його першим альбомом «Directo Hasta Arriba».Це є одним з піонерів мексиканського репу і найважливішим з усіх Мексики.

## Ранні роки
Dharius виріс слухаючи Cypress Hill, Snoop Dogg, Dr. Dre і 2Pac. Він виріс в районі Independencia в Монтеррей.

## Дискографія
Студійні альбоми
- 2014: Directo Hasta Arriba
- 2018: Mala Fama, Buena Vidha

З Cartel de Santa
- 2002: Cartel de Santa (альбом Cartel de Santa)
- 2004: Vol. II
- 2006: Volumen Prohibido
- 2008: Vol. IV
- 2010: Sincopa
- 2012: Me Atizó Macizo Tour en vivo desde el D.F.